# Pietraszki (Ermland-Mazurië)
Pietraszki (Duits: Petrelskehmen; 1938-1945: Peterkeim) is een plaats in het Poolse woiwodschap Ermland-Mazurië, in het district Gołdapski. De plaats maakt deel uit van de stad- en landgemeente Gołdap.